# Xylosciara aculeata
Xylosciara aculeata är en tvåvingeart som beskrevs av Werner Mohrig och Nina Krivosheina 1979. Xylosciara aculeata ingår i släktet Xylosciara och familjen sorgmyggor. Inga underarter finns listade i Catalogue of Life.